# Yosef Mendelevitch

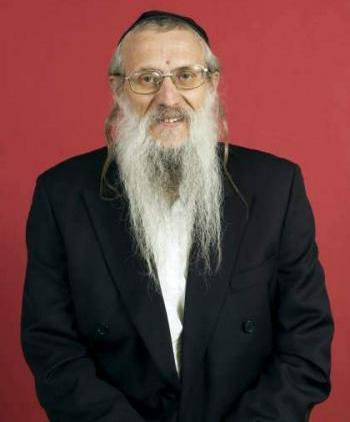
Yosef Mendelevitch (vor 2012)

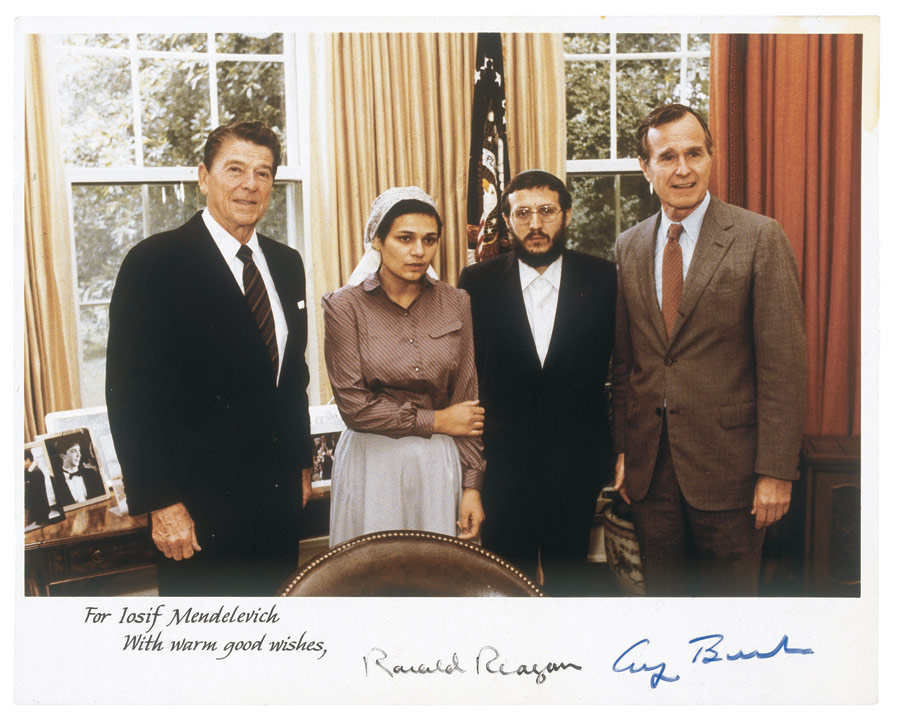
Yosef Mendelevitch mit Ronald Reagan, George H. W. Bush und Avital Sharansky, der Frau von Natan Sharansky, im Weißen Haus, 28. Mai 1981

Yosef Mendelevitch (oder Mendelovitch, hebräisch יוסף מנדלביץ'; * 1947 in Riga) war ein sowjetischer Jude und Mitglied der Refusenik-Bewegung, der 1970 an einer versuchten Flugzeugentführung beteiligt war, mit der die Gruppe ihre Auswanderung erzwingen wollte. Er wurde gemeinsam mit dem jüdischen Dissidenten Natan Sharansky inhaftiert. Nach seiner Entlassung 1981 emigrierte er nach Israel, wo er heute als zionistischer Rabbiner tätig ist. Mendelevitch verfasste eine vielbeachtete Autobiographie über sein Leben als „Gefangener Zions“.